# Paul Ourselin
Paul Ourselin (* 13. April 1994 in Saint-Pierre-sur-Dives) ist ein französischer Radrennfahrer, der auf der Straße aktiv ist.

## Sportlicher Werdegang
2015 wurde Ourselin Mitglied im Team Vendée U, dem Nachwuchsteam des damaligen UCI ProTeams Direct Énergie. In der Folgesaison wurde er französischer U23-Meister im Straßenrennen. Im selben Jahr gewann er das Eintagesrennen Paris-Mantes Cycliste, was der bisher einzige Sieg seiner Karriere bei einem internationalen Rennen blieb. Nachdem er 2016 bereits als Stagiaire eingesetzt worden war, erhielt er zur Saison 2017 einen Profivertrag bei Direct Énergie. Für das Team ging er acht Jahre an den Start und stellte sich als Helfer in den Dienst seiner Kapitäne, blieb dabei aber selbst ohne zählbare Erfolge. Bei drei Grand-Tour-Teilnahmen kam er bei der Vuelta a España 2023 auf den 22. Gesamtrang und einen fünften Etappenplatz auf der 18. Etappe.
Nach der Saison 2024 verlängerte Ourselin seinen Vertrag nicht und wechselte in die UCI WorldTour zum Team Cofidis, in dem er neben seiner Rolle als Helfer auch eigene Chancen wahrnehmen möchte.

## Erfolge
2016
- Französischer Meister – Straßenrennen (U23)
- Paris-Mantes Cycliste
- Gesamtwertung Tour d’Eure-et-Loir

## Grand Tour-Platzierungen
| Grand Tour            | 2019 | 2020 | 2021 | 2022 | 2023 | 2024 |
| --------------------- | ---- | ---- | ---- | ---- | ---- | ---- |
| Giro d’ItaliaGiro     | –    | –    | –    | –    | –    | –    |
| Tour de FranceTour    | 95   | –    | –    | –    | –    | –    |
| Vuelta a EspañaVuelta | –    | 78   | –    | –    | 26   | –    |